# European Journal of Pharmaceutics and Biopharmaceutics
Das European Journal of Pharmaceutics and Biopharmaceutics, abgekürzt Eur. J. Pharm. Biopharm., ist eine wissenschaftliche Fachzeitschrift, die vom Elsevier-Verlag veröffentlicht wird. Die Zeitschrift ist ein offizielles Publikationsorgan der Arbeitsgemeinschaft für Pharmazeutische Verfahrenstechnik (International Association for Pharmaceutical Technology, APV) und erscheint derzeit mit zwölf Ausgaben im Jahr. Sie wurde im Jahr 1955 unter dem Namen „Informationsdienst APV“ gegründet. Im Jahr 1974 wurde der Name in „Acta pharmaceutica technologica“ geändert und im Jahr 1991 erfolgte die Änderung zum derzeit gültigen Namen. Es werden Arbeiten aus den Bereichen Pharmazeutische Technologie und Biopharmazie veröffentlicht. Aktuelle Chefredakteure sind Miriam Breunig (Universität Regensburg) und Thomas Rades (Universität Kopenhagen; Dänemark).
Der Impact Factor lag im Jahr 2022 bei 4,9. Nach der Statistik des ISI Web of Knowledge wird das Journal mit diesem Impact Factor in der Kategorie Pharmakologie und Pharmazie an 61. Stelle von 278 Zeitschriften geführt.